# Aventures dans le commerce des peaux en Alaska
Aventures dans le commerce des peaux en Alaska (titre original : Adventures in the Alaskan Skin Trade) est un roman américain de John Hawkes publié le 1er janvier 1985 et paru en français le 1er octobre 1986 aux éditions du Seuil. Ce roman a reçu la même année le prix Médicis étranger.

## Éditions
- Aventures dans le commerce des peaux en Alaska, éditions du Seuil, 1986  (ISBN 978-2020093361).